# كويرة غويزة (بوئين)
کویرة غویزة (بالفارسية: کویره گویزه) هي قرية تقع في إيران في قسم بوئین الريفي. يقدر عدد سكانها بـ 36 نسمة بحسب إحصاء 2016.